# Moonwalk (singel)
Moonwalk – singel polskiej supergrupy OIO, promujący album studyjny OIO.

## Geneza utworu i historia wydania
Piosenka została napisana i skomponowana przez @atutowy, Igora Ośmiałowskiego, Miłosza Stępienia i Oskara Kamińskiego.
Singel ukazał się w formacie digital download 4 marca 2021 w Polsce za pośrednictwem wytwórni płytowej 2020. Piosenka została umieszczona na debiutanckim albumie studyjnym OIO – OIO.

## Lista utworów
- Digital download[2]

1. „Moonwalk” – 3:14

## Certyfikaty i sprzedaż
| Kraj          | Certyfikat      | Sprzedaż |
| ------------- | --------------- | -------- |
| Polska (ZPAV) | platynowa płyta | 50 000+  |